# Сафонова, Ольга Михайловна
Ольга Михайловна Сафонова (21 сентября 1989) — российская футболистка, полузащитница, представлявшая также Азербайджан.

## Биография
На клубном уровне выступала за «Химки». В 2007 году сыграла не менее двух матчей в высшей лиге России.
В составе молодёжной сборной России (до 19 лет) приняла участие в двух матчах отборочного турнира молодёжного чемпионата Европы в 2006 году.
В 2009 году вместе с группой российских футболисток приняла решение выступать за сборную Азербайджана. Выходила на поле в составе молодёжной сборной страны. Впоследствии выяснилось, что спортсменка выступала по поддельному паспорту на имя Ольга Сафарова, за что получила годичную дисквалификацию от УЕФА.